# 全薬工業
全薬工業株式会社（ぜんやくこうぎょう、Zenyaku Kogyo Company, Limited）は、東京都文京区大塚五丁目に本社を置く医薬品、医薬部外品、基礎化粧品、健康補助食品等の製造および販売をおこなう企業である。代表的製品はジキニンやリコリスで、主に風邪薬が得意分野である。
企業理念は、「効きめをつくり、効きめで奉仕」。
動物用医薬品メーカーの日本全薬工業（ZENOAQ、福島県郡山市所在）や「サーミン」「全国胃散」などで知られる全国薬品工業 (奈良県橿原市所在) が類似社名としてあるが、本項における全薬工業とは一切関連がない。

## 本社・事業所
- 本社 - 東京都文京区大塚5-6-15
- 池袋事務所 - 東京都豊島区東池袋3-22-14
- 坂下事務所 - 東京都文京区大塚5-29-4
- 中央研究所 - 東京都練馬区大泉町2-33-7
- 栃木工場 - 栃木県大田原市寒井1225
1985年、旧大泉工場の機能を集約移転し完成。敷地面積約14万㎡（東京ドーム約3個分）を誇る。2007年までテレビCMの最後に空撮の静止画を流していた。
- 大阪営業所 - 大阪市中央区大手前1-7-31 大阪マーチャンダイズ・マートビル
- 名古屋営業所 - 名古屋市中区千代田1-16-18 CASA NOAH 鶴舞公園II
- 福岡営業所 - 福岡市博多区東比恵3-24-29
- 物流センター：関東（埼玉県川口市）、関西（大阪府大東市）、九州（佐賀県鳥栖市）

## 沿革
- 1950年（昭和25年）7月19日 - 会社設立
- 1958年（昭和33年）- 「ジキニン」発売。大泉工場（練馬区大泉、現:中央研究所）新設
- 1959年（昭和34年）- 「ドックマン」発売
- 1963年（昭和38年）- 「カタセ錠」発売
- 1966年（昭和41年）- 「美寿実会（みすみかい）運動」を開始
- 1977年（昭和52年）- 「コザック」発売
- 1985年（昭和60年）- 栃木工場竣工
- 1997年（平成9年）4月6日 - 文化放送『全薬工業ヘルシーサンデー 地井武男の音楽旅行』番組提供開始（2012年8月26日提供終了）。
- 2006年（平成18年）11月 - 栃木工場、ISO14001認証を取得。
- 2022年（令和4年） - 全薬ホールディングス株式会社が設立され同社の完全子会社となるとともに、当社子会社だった全薬販売株式会社も全薬ホールディングス株式会社の子会社となる。
- 2024年（令和6年）
  - 4月1日 - 「全薬ターコイズ」と呼ばれるコーポレートカラー及びアルファベット表記の「Zenyaku」のグループロゴが新たに制定。社名フォントも変更される。
  - 11月1日 - Haleonジャパン株式会社から水虫薬「ラミシール」の製造販売承認が承継され、自社製品として発売開始。

## 主な商品

### 一般用医薬品
- ジキニン（かぜ薬関連）
  - 新ジキニン顆粒【指定第2類医薬品】 - カンゾウエキスを配合した顆粒タイプの総合感冒薬。
  - ジキニン顆粒A【指定第2類医薬品】 - 3種類の生薬エキス（カンゾウ・カミツレ・ニンジン）を配合した顆粒タイプの総合かぜ薬
  - ジキニンC【指定第2類医薬品】 - カンゾウエキスに加え、ビタミンC（アスコルビン酸）も配合した細粒タイプの総合かぜ薬。
  - ジキニンファースト顆粒N【指定第2類医薬品】 - 2018年9月発売。カンゾウに加え胃粘膜保護成分グリシンを配合した顆粒（スティック包装）タイプの総合かぜ薬。
  - ジキニンファースト錠【指定第2類医薬品】 - 2019年9月発売。カンゾウエキスに加え胃粘膜保護成分グリシンを配合した錠剤（PTP包装）タイプの総合かぜ薬
  - ジキニンファーストネオ顆粒【指定第2類医薬品】 - 2022年9月発売。カンゾウエキスに2種類の解熱鎮痛成分（アセトアミノフェン・イブプロフェン）、トラネキサム酸、グリシンを配合した顆粒タイプの総合かぜ薬。15歳以上の大人専用。
  - ジキニンファーストネオ錠【指定第2類医薬品】 -  2022年9月発売。カンゾウエキスに2種類の解熱鎮痛成分（アセトアミノフェン・イブプロフェン）、トラネキサム酸、グリシンを配合した錠剤（PTP包装）タイプの総合かぜ薬。15歳以上の大人専用。
  - ジキニン顆粒IP【指定第2類医薬品】 - 3種類の生薬エキス（カンゾウ・カミツレ・ニンジン）とイブプロフェンを配合した顆粒タイプのかぜ薬。15歳以上の大人専用。
  - ジキニン錠エースIP【指定第2類医薬品】 - カンゾウエキスとイブプロフェンを配合した錠剤タイプのかぜ薬。15歳以上の大人専用。2013年から白を基調としたパッケージデザインに刷新され、現行の「ジキニン」と異なるパッケージデザインとなっている。
  - 小児用ジキニンシロップ【指定第2類医薬品】 - シロップタイプの子供用かぜ薬。従来の「新小児ジキニンシロップ」の処方をベースに、ジヒドロコデインリン酸塩を省き、dl-メチルエフェドリン塩酸塩の含有量を倍増（10mg→20mg）、無水カフェインを半減（50mg→25mg）。また、服用年齢も1才から3ヵ月以上に引き下げられた（ただし、2才未満に服用する場合は止むを得ない場合のみに限られ、医師の診療が優先される）。
  - ジキニン液Da【指定第2類医薬品】 - シロップタイプの鎮咳去痰薬。2021年8月に「ジキニン液D」がリニューアルされ、添加物とパッケージデザインが変更された。
  - ジキニンのどクリア【第2類医薬品】 - 2014年9月発売。桔梗湯を配合したレモンライム風味の液剤。うがいをしながら服用する。「ジキニン錠エースIP」・「ジキニン顆粒IP」と同じく白いパッケージデザインを採用する。
  - ジキニン鼻炎AG顆粒【指定第2類医薬品】 - 塩酸プソイドエフェドリンやd-クロルフェニラミンマレイン酸塩など5種類の有効成分配合した顆粒タイプの鼻炎用内服薬。
  - ジキニンメディチャージ【指定医薬部外品】 - 2022年9月発売。カンゾウエキスに3種のアミノ酸とビタミンB2・B6を配合した「ジキニン」ブランド初のビタミン含有保健剤。パウチ入りのゼリー状タイプ。（製造販売元:大同薬品工業）
  - ジキニンメディチャージプラス【指定医薬部外品】 - 2022年9月発売。3種類の生薬エキス（ニンジン・ショウキョウ・カンゾウ）と4種類のアミノ酸、ビタミンB2・B6を配合したミニドリンクタイプの滋養強壮剤。
- リコリス（滋養強壮薬）
  - 新リコリス「ゼンヤク」【第3類医薬品】 - カンゾウエキス、ビタミンB6（ピリドキシン塩酸塩）等を配合した20mlミニ瓶入り。
  - リコリス「ゼンヤク」小児用【第2類医薬品】 - カルシウム（グルコン酸カルシウム水和物）やビタミンB2（リボフラビン）などを配合した15歳未満の小児用。
  - リコリス「ゼンヤク」エース【第2類医薬品】 - 滋養強壮作用のある3種類の生薬エキス（サイコ・タイソウ・ゴミシ）を配合。
- ドックマン（ビタミン含有保健薬）
  - ドックマン【指定第2類医薬品】 - 動植物抽出エキスなどを配合した褐色錠、11種類のビタミンを配合した橙色錠、鉄分（溶性ピロリン酸第二鉄）を配合した白色錠の3錠を1回で服用するタイプの保健剤。
  - ドックマン肝寿【第3類医薬品】 - 肝臓加水分解物、L-システイン、グリチルリチン酸等を配合。
  - ドッグマンシグマ【第2類医薬品】 - 2021年5月発売。4種類の生薬とビタミンB1（チアミン硝化物）を配合したシナモン風味のドリンク剤（製造販売元：田村薬品工業）。
- カタセ（カルシウム剤）
  - カタセ錠【第3類医薬品】 - カルシウムの吸収を助ける薏苡仁末や消化酵素グリシンを配合。製剤安定のために有核錠を採用している。
  - カタセ錠A【第3類医薬品】 - ウルソデオキシコール酸、L-リジン塩酸塩を配合。
  - カタセ錠D3【第2類医薬品】 - カルシウムの吸収を高めるビタミンD3（コレカルシフェロール）を配合したフィルムコーティング有核錠。
- アロパノール
  - アロパノールドリンク【指定医薬部外品】 - 2020年10月発売。2種類の生薬・2種類のビタミン・グリシンを配合したゆず風味のミニドリンク剤。（製造販売元:田村薬品工業）
  - アロパノールメディカル液【第2類医薬品】 - 抑肝散料エキスを1回1本飲み切りの液剤にしたもの。2022年6月に「アロパノール内服液」をリニューアルし、製品名と添加物が変更された。（製造販売元:新生薬品工業）
  - アロパノールメディカル錠【第2類医薬品】 - 抑肝散料エキスを錠剤にしたもの。2022年6月に「アロパノール」をリニューアルし、製品名と添加物を変更。1回の服用量が減量（15才以上:7錠→3錠）され、瓶入りからPTP包装へ変更された。
  - アロパノールメディカル顆粒【第2類医薬品】 - 抑肝散料エキスを顆粒にしたもの。2022年6月に「アロパノール顆粒」をリニューアルし、製品名と添加物が変更された。

ほか

### 医療用医薬品
- ペラゾリン細粒
- リツキサン注 10mg/mL
- ゼフナートクリーム2%
- ゼフナート外用液2%

ほか

### スキンケア製品
- アルージェ
  - アルージェ ホワイトニング
  - アルージェ エンリッチ
- ジュレリッチ
  - ジュレリッチ エタン
  - ジュレリッチ リュール
- ロモコート
- アピット

### 健康補助食品
- ヘルスメイト
- 「養生」食品

## CMキャラクター
現在
- 大橋和也 - ジキニンファーストネオ
- 神谷明采 - アルージェ

過去
- 阿藤快 - コザック
- 中条静夫 - ドックマン
- 地井武男 - リコリス、ドックマン
- 寺泉憲 - ジキニン
- 高見エミリー - ジキニン
- 岡江久美子 - ジキニン、カタセ
- 吉野紗香 - ジキニン（岡江の娘役）
- 内浦純一 - ジキニン
- 波瑠 - ジキニンファースト
- 栗山千明 - ジキニンIP
- 佐藤めぐみ - アルージェ
- 松本妃代 - アルージェ

ほか

### CMソング
- 一青窈 - ジキニン、リコリス
- Kiroro - ジキニン
- つじあやの
- Dew - 新ジキニン顆粒
- 栗山千明 - ジキニンIP[8]

## 提供番組

### テレビ
（ただし提供は少なく、スポットCMが中心である。）
現在
2021年1月時点
- マツコ&有吉 かりそめ天国（テレビ朝日系）

過去
- とことんやれ大奮戦!（日本テレビ系）
- 世界まる見え!テレビ特捜部（日本テレビ系）
- スーパーテレビ情報最前線 （日本テレビ系）
- ザ!世界仰天ニュース（日本テレビ系）
- 水曜ドラマ ＃リモラブ 〜普通の恋は邪道〜（日本テレビ系）[注 2]
- 水曜（21時）→土曜（20時）→木曜（19時）時代劇（テレビ朝日系 メインスポンサー『暴れん坊将軍』など）
- ゴールデンナイター（テレビ朝日系）[注 3]
- イブニング・ファイブ（TBS系 隔日、関東ローカル）
- ネオスポーツ（テレビ東京系・日曜） - 2015年3月→日経スペシャル ガイアの夜明け2015年4月 - 9月（同局系・BSジャパン）。後任はアステラス製薬。
- FNNニュースレポート6:00→スーパータイム→ニュース555 ザ・ヒューマン→スーパーニュース（フジテレビ系 全国ニュースパート）
- 銭形平次（フジテレビ系）
- ザ・わかるっチャー（フジテレビ系）
- 水曜8時枠ドラマ（フジテレビ系）
- とんねるずのみなさんのおかげでした（フジテレビ系、2016年10月 - ）

ほか多数

### ラジオ
過去
- ぶんか茶屋土曜開店18時（文化放送、1995年・1996年ナイターオフ メインスポンサー）
- 全薬工業ヘルシーサンデー（地井武男の）音楽旅行（文化放送、日曜17:00 - 17:27 一社提供）※2012年8月26日を以て提供降板、以後スポンサーなしの『音楽旅行』として継続（9月30日終了[10]）。
提供終了までは、番組パーソナリティ吉田涙子（文化放送アナウンサー）によるインフォマーシャル「ほっと一息、心の元気タイム」があった。

## 備考
- 全薬工業のテレビCMは2023年まで必ず最後に「効きめで、応える 全薬工業 www.zenyaku.co.jp」と表示されていた。2000年代中期（2007年秋まで）には栃木工場の空撮による全景（静止画）が映されていた。主に風邪薬の需要が増える秋から春にかけて「ジキニン」のCMを中心に放映されている。なお、2015年1月には「アロパノール」の発売に合わせ、同製品のCMも放映開始されている（ただし、そちらは特殊デザインを使用している）。前述したグループロゴの制定に伴い、2024年10月の「ジキニン」のCMから2行で「Zenyaku 全薬工業」へ表示が変更された。
- ゼスパートも販売当初のみCM放映をしていた。タレントは使わずにパッケージのみでのCMがインパクトがあった。同時期に、第一三共ヘルスケアのウィンダムもCM放映をしていた。ウィンダムとゼスパートのCMがほぼ類似しているところがあった。だが、CM勝負で、ウィンダムに軍配が上がった。ちなみに、ウィンダムは一時期、北村一輝を起用していたことがあったが、北村のCM契約が切れた上か、2009年になってからは薬事法に伴うパッケージのみでのCMに変わった。リコリスやカタセも以前はパッケージのみでのCMだった。
- マスコットキャラクターは、薬の妖精「ヤクミン」である。